# Martín Ligüera
Martín Ricardo Ligüera (Montevideo, 9 november 1980) is een profvoetballer uit Uruguay, die sinds 2010 onder contract staat bij de Chileense club Unión Española. Hij speelt als aanvaller en was eerder onder meer actief in Spanje, Mexico en Peru.

## Interlandcarrière
Ligüera maakte zijn debuut voor Uruguay op 20 november 2002 in de vriendschappelijke uitwedstrijd tegen Venezuela (1-0), net als Ronald Ramírez (Montevideo Wanderers), Cristian González, Gonzalo Vargas (beiden Defensor Sporting Club), Óscar Javier Morales (Club Nacional de Football), Marcelo Broli en Germán Hornos (beiden CA Fénix). Hij moest in dat duel na 57 minuten plaatsmaken voor Fabián Canobbio. Ligüera speelde in totaal zeventien interlands (zeven doelpunten) voor de Celeste. Zijn zeven interlandtreffers maakte hij in 2003 binnen een tijdsbestek van één maand.
| Interlanddoelpunten | Interlanddoelpunten | Interlanddoelpunten | Interlanddoelpunten  | Interlanddoelpunten | Interlanddoelpunten | Interlanddoelpunten | Interlanddoelpunten |
| #                   | Datum               | Locatie             | Wedstrijd            | Goal(s)             | Score               | Uitslag             | Wedstrijd           |
| ------------------- | ------------------- | ------------------- | -------------------- | ------------------- | ------------------- | ------------------- | ------------------- |
| 1                   | 24/07/2003          | Lima                | Peru – Uruguay       | 11'                 | 0 – 1               | 3 – 4               | Oefeninterland      |
| 2                   | 24/07/2003          | Lima                | Peru – Uruguay       | 73'                 | 3 – 3               | 3 – 4               | Oefeninterland      |
| 3                   | 30/07/2003          | Montevideo          | Uruguay – Peru       | 54'                 | 1 – 0               | 1 – 0               | Oefeninterland      |
| 4                   | 15/08/2003          | Teheran             | Irak – Uruguay       | 31'                 | 0 – 1               | 2 – 5               | Oefeninterland      |
| 5                   | 15/08/2003          | Teheran             | Irak – Uruguay       | 36'                 | 0 – 2               | 2 – 5               | Oefeninterland      |
| 6                   | 15/08/2003          | Teheran             | Irak – Uruguay       | 82' (pen.)          | 1 – 5               | 2 – 5               | Oefeninterland      |
| 7                   | 20/08/2003          | Florence            | Uruguay – Argentinië | 57'                 | 2 – 1               | 2 – 3               | Oefeninterland      |

## Erelijst
Club Nacional
- Uruguayaans landskampioen

1998, 2005
 Alianza Lima
- Peruviaans landskampioen

2006